# Fedora Repository
Fedora Repository ist ein Open-Source-Repository, mit dessen Hilfe man digitale Objekte in elektronischen Archiven verwalten und zugänglich machen kann. Fedora Repository wird vorrangig in Bibliotheken, Universitäten und anderen Forschungs- und akademischen Einrichtungen als Datenspeicher für Dokumentenserver eingesetzt. Fedora Repository ist kompatibel zu den Anforderungen der Open Archives Initiative (OAI). Fedora heißt hier „Flexible Extensible Digital Object and Repository Architecture“.
Vergleichbare Programme zum Betrieb von Dokumentenservern aus der Bibliothekswelt sind unter anderem DSpace, MyCoRe, OPUS, EPrints und CDSware (CERN) sowie im herkömmlichen Open-Source-Bereich Apache Jackrabbit.